# Benkove ostrovy
Benkove ostrovy je skupina dvanácti malých ostrovů (0,6 ha), které se nacházejí ve vodním díle Gabčíkovo jižně od Bratislavy, západně od obce Kalinkovo. Byly vybudovány v letech 2006 a 2007 jako součást protipovodňové ochrany Bratislavy. Jejich umístění a struktura byla navržena po dohodě s úřady životního prostředí a měly by sloužit jako náhrada za zničené biotopy při výstavbě vodního díla Gabčíkovo, prioritně jako hnízdiště vodního ptactva.

## Základní charakteristika
- skupinu ostrovů tvoří 12 ostrůvků
- většina ostrůvků je bez vegetace nebo jsou pokryty řídkou ruderální vegetací
- pobřeží ostrovů je vyložené lomovým kamenem, povrch je štěrkový
- většina ostrovů je přibližně 10 metrů širokých, 50 metrů dlouhých a 1–2 metry vysokých

## Význam pro ptactvo
Výstavba ostrovů byla dokončena jen v roce 2007, ale má velký význam pro hnízdící vodní ptactvo.
- V současnosti na ostrově hnízdí kachny divoké, Kulik říční, konipas bílý
- Bylo pozorováno neúspěšné hnízdění rybáků obecných
- Na ostrově byly pozorovány migrující vodouši šedí a volavky stříbřité.